# Карл Майбах
Карл Ма́йбах (нім. Karl Maybach; 6 липня 1879, Дойц, Кельн, Рейнська провінція, Королівство Пруссія, Німецька імперія — 6 лютого 1960, Фрідріхсгафен, Баден-Вюртемберг, ФРН) — німецький інженер і підприємець, син Вільгельма Майбаха, піонера німецького автомобілебудування. Проєктував двигуни для дирижаблів, автомобілі. Один із засновників і директор компанії Maybach-Motorenbau GmbH.

## Життєпис

### Молоді роки (1879—1918)
Карл Майбах народився 6 липня 1879 року у місті Дойц, (з 1888 року знаходиться у межах міста Кельн). Уже в дитинстві цікавився роботою батька, одного з перших автомобілебудівників. У 1896 році пройшов практику в компанії Daimler-Motoren-Gesellschaft (DMG). У 1901 році здобув спеціальність механіка, у наступному році продовжив навчання в Оксфорді а потім Лозанні. У 1900-х Карл працював на багатьох автомобільних підприємствах, у тому числі і в Daimler-Motoren-Gesellschaft в Штутгарті (1903).
Свій перший двигун (шестициліндровий) Карл Майбах розробив у 1906 році, працюючи у компанії Société d'Atelier de Construction в Парижі. У 1907 році почав співпрацю з графом Цеппеліном, якому він був відрекомендований батьком. Після того як Вільгельм Майбах 1 квітня 1907 року остаточно покинув компанію DMG, вони утрьох у 1909 році заснували Luftfahrzeug-Motorenbau GmbH в Біссінгені як дочірню від компанії Luftschiffbau Zeppelin GmbH, для виробництва авіаційних двигунів. Технічним директором підприємства стає 30-річний Карл Майбах і особисто бере участь у розробці двигунів для дирижаблів, а батько був головним конструктором фірми.
У 1912 підприємство переїжджає з Біссінгена в Фрідріхсгафена, попутно змінюється назва фірми на Motorenbau GmbH, по 20 відсотків підприємства належало батькові і синові Майбахам. Фірма поставляла потужні двигуни для дирижаблів і катерів німецької армії упродовж Першої світової віни.  У 1918 році Motorenbau GmbH перейменовано на Maybach-Motorenbau GmbH.

### Міжвоєнний період (1919—1939)
В 1918 год після підписання Версальського договору, за яким Німеччині заборонялося виробляти військову продукцію компанія змушена була змінити сферу діяльності. Карл Майбах приступив до проєктування автомобілів. 1919 року він будує експериментальний автомобіль на шасі компанії DMG. На машину встановлюють 6-циліндровий двигун, який складався з 3-х блоків по 2 циліндри та розвивав потужність у 46 к.с. Машина отримала назву «W1 Testwagen». Вважається, що машина отримала індекс «W» в честь імені Вільгельма Майбаха, який вже відійшов від справ, але ще давав іноді консультації своєму синові. Автомобіль був виготовлений в єдиному екземплярі, і служив ходовим прототипом.
Карл Майбах приступив до виробництва автомобілів і випустив першу серійну модель марки у 1921 році. У вересні 1921 на Берлінському автошоу показали досерійний Maybach W3 22/70 PS. До Карла підходили злостивці і запитували, чи не планує фірма випадково виробляти народні автомобілі, на що Карл відповідав, що ні, фірма планує продавати найдорожчі автомобілі на ринку. Автомобілі «Maybach» вирізнялись розкішністю, технічними нововведеннями та масивністю. Як і всі виробники шикарних автомобілів, Карл Майбах поставляв своїм замовникам тільки шасі, а кузови можна було замовити у фірм Auer, Josef Neuss, Franz Papler & Sohn або, як в більшості випадків, у фірми Spohn.
У 1926-му Карл Майбах готує потужнішу 7-літрову версію. 120-сильний мотор встановлюють на колишні шасі, машина отримує назву W5 27/120 PS, ця машина випускалася до 1928 року, коли інженери вирішили оснастити машину планетарним двошвидкісним редуктором, в результаті машина отримала вже 4 передачі, плюс задня, такі машини отримали приставку SG (Schnellgang — швидка передача). W5 протримався на конвеєрі до 1929 року, всього було випущено 248 таких автомобілів.

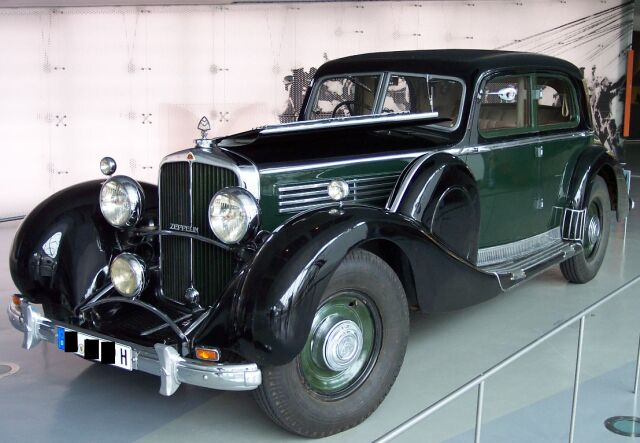
Maybach Zeppelin DS 8

У 1929 році компанія випустила Maybach 12 свій перший автомобіль з двигуном V12, що став одним з перших автомобілів з такого типу двигуном. Наступні версії цього авто маркувались як DS7 (Doppel Sechs 7 — подвійна шістка, семилітрова). Через рік вийшла модифікація Maybach Zeppelin DS 7, найвдаліший довоєнний автомобіль марки «Maybach».
В кінці грудня 1929 року батько Карла Вільгельм Майбах застудився і через 2 дні помер від ускладнень, викликаних пневмонією.
У 1930-х роках компанія випускала різні модифікації розкішних автомобілів як з 12-циліндровими двигунами (моделі DS7 і DS8) так і з 6-циліндровивми (моделі W6 і W6 DSH а потім SW35, SW38 s SW42). Ці машини в перші роки Другої світової війни випускалися переважно для провідних осіб Третього Рейху, 42-й «Майбах» був у Йозефа Геббельса, у генерала фон Бльомберга (начальник генерального штабу), і у рейхсміністра шляхів сполучення — Юліуса Дорпмюллера.

### Період Другої світової війни (1939—1945)
У роки Другої світової війни компанія під керівництвом Карла Майбаха виробляла бензинові двигуни для танків Третього Рейху, випуск автомобілів було зупинено. За замовленням вермахту було розроблено більше десяти різних моделей двигунів для військової техніки.

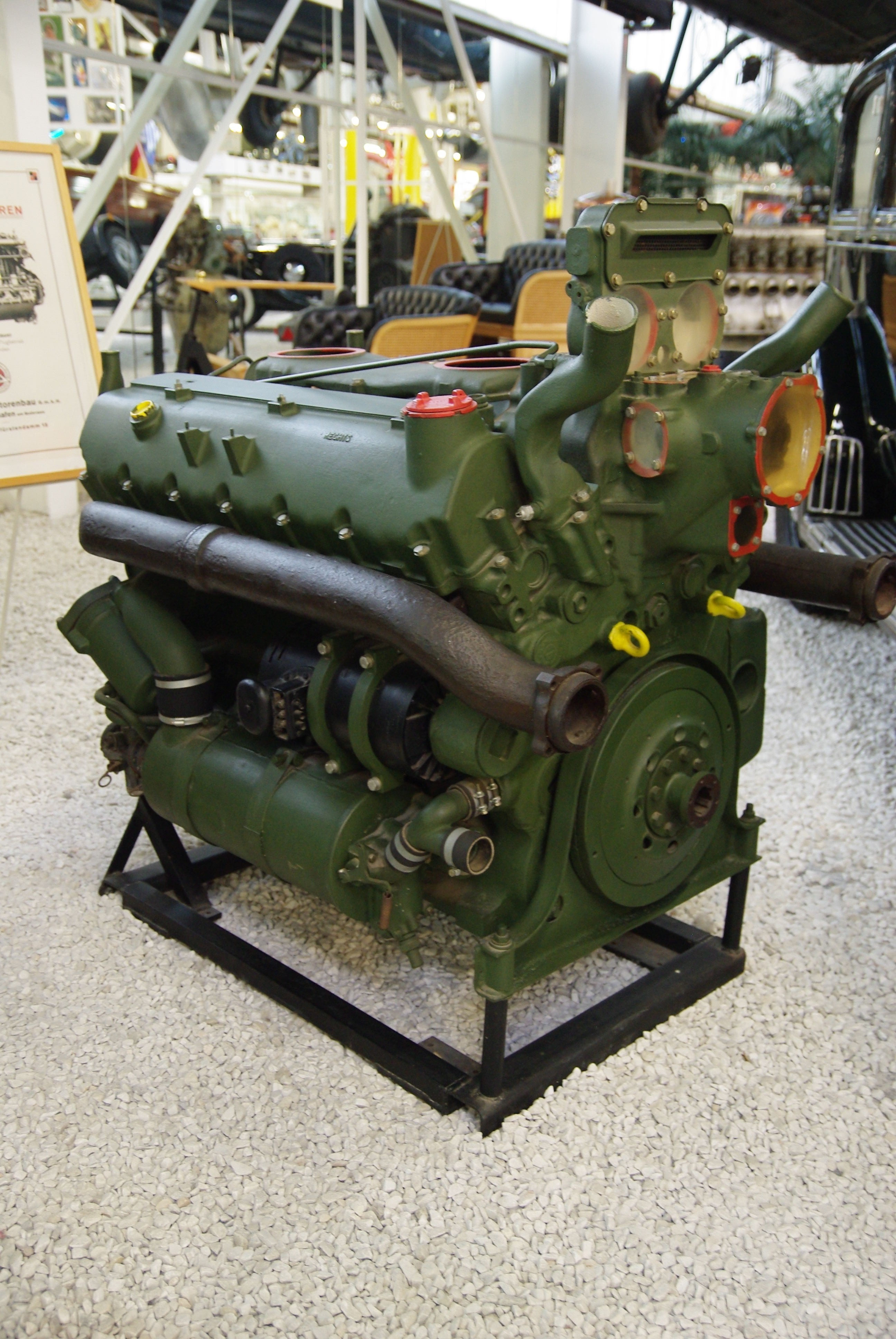
HL 230 у музеї техніки в Зінсгаймі

У роки Третого рейху фірма зайняла практично монопольне становище у розробці та виробництві танкових двигунів. На думку деяких істориків, уе пояснювалось не стільки її успіхами у розробці двигунів, скільки тісними стосунками між Карлом Майбахом і Адольфом Гітлером.
Окрім самих двигунів, компанія «Maybach» також відповідала за розробку і виготовлення усього обладнання моторного відділення танка та пов'язаних з двигуном систем. Темпи виробництва одних лише двигунів HL 230 (600 к.с.) для танків «Пантера» і «Тигр» заводом у Фрідріхсгафені сягали до 1000 двигунів на місяць, всього ж до кінця війни компанія «Maybach» поставила вермахту близько 140 000 двигунів загальною потужністю приблизно 40 млн к. с.
Наряду з двигунами, «Maybach» виготовляла танкові трансмісії, зокрема, напівавтоматичну коробку передач Olvar 40 12 16 із сервокеруванням, що встановлювалась на важкі танки «Тигр» і «Тигр II». У цілому, до кінця війни «Maybach» поставила вермахту понад 30 000 напівавтоматичних трансмісій.

### Повоєнний період (1945—1960)
У лютому 1945 року завод «Maybach» у Фрідріхсгафені зазнав бомбардування американською авіацією. У тому ж році завод було відремонтовано і він виконував роль автомобільної ремонтної майстерні.
Карла Майбаха було заарештовано й доправлено разом з його інженерами до Франції, де він займався розробленням двигуна потужністю 1000 к. с. на замовлення французького уряду. У 1951 році розглядалось питання відновлення виробництва автомобілів, однак необхідних для цього коштів не було, і Карл Майбах покинув підприємство у 1952 році.
Згодом він зробив ще одну спробу відродити марку, придбавши два шасі Maybach SW38 і встановивши на них кузови Спона. Дизайн кузовів було виконано у модному на той час американському стилі. Однак подальшого розвитку ця ідея не отримала.
У 1959 році Майбах отримав звання почесного професора Штутгартського політехнічного інституту.
6 лютого 1960 року у 80-річному віці Карл Майбах помер у Фрідріхсгафені; в тому ж році компанія була придбана концерном «Daimler», перейменована на MTU Friedrichshafen GmbH (MTU — скорочення від нім. Motoren und Turbinen-Union) і займалась виробництвом дизельних двигунів.